# Károly Varga
Károly Varga, född 28 september 1955 i Budapest, är en ungersk före detta sportskytt.
Varga blev olympisk guldmedaljör i gevär vid sommarspelen 1980 i Moskva.